# Drânceni
Drânceni – wieś w Rumunii, w okręgu Vaslui, w gminie Drânceni. W 2011 roku liczyła 377 mieszkańców.